# لوی هایمانس
لوی هایمانس (هلندی: Levi Heimans؛ زادهٔ ۲۴ ژوئیهٔ ۱۹۸۵) دوچرخه‌سوار اهل هلند است.
وی در مسابقات کشوری و بین‌المللی در مجموع برندهٔ ۱ مدال برنز شده‌است.